# My Bodyguard
My Bodyguard (en español Mi guardaespaldas) es una película de comedia dramática estadounidense estrenada en 1980, dirigida por Tony Bill y escrita por Alan Ormsby. Está protagonizada por Chris Makepeace, Adam Baldwin, Matt Dillon, Martin Mull y Ruth Gordon.
Esta película supuso no solo el debut de Tony Bill como director, sino también el estreno de Baldwin y de Jennifer Beals (que no figura en los créditos) como actores y el salto a la fama de Matt Dillon y de Joan Cusack.

## Argumento
Clifford Peache (Chris Makepeace), un adolescente de 16 años vive en un lujoso hotel de Chicago con su padre (Martin Mull), que es el director del hotel, y su abuela (Ruth Gordon). 
Clifford comienza a estudiar en el instituto Lake View y pronto se convierte en el objetivo del matón del instituto, Melvin Moody (Matt Dillon). Moody y sus secuaces, Dubrow (Richard Bradley), Koontz (Tim Reyna) y Hightower (Dean R. Miller) acosan y extorsionan a los alumnos más débiles para supuestamente protegerles de Ricky Linderman (Adam Baldwin), un alumno mayor con mala fama en el instituto. Según los rumores, Ricky ha matado a varias personas, incluido su hermano menor, de nueve años; sin embargo, una profesora le asegura a Clifford que el hermano de Ricky murió accidentalmente mientras jugaba con una pistola.
Harto de ser acosado, Clifford decide pedirle a Ricky que sea su guardaespaldas. Al principio, Ricky se niega, pero ambos terminan haciéndose amigos después de que el segundo salve al primero de recibir una paliza por parte de Moody y su banda. Ricky, que sufre por la muerte de su hermano, dedica su tiempo libre a reconstruir una vieja motocicleta. La amistad entre ambos jóvenes se intensifica cuando Clifford ayuda a Ricky a reparar la motocicleta.
Un día, Clifford, Ricky y varios compañeros están almorzando en el Parque Lincoln cuando llegan Moody y sus amigos. Moody ha reclutado a Mike (Hank Salas), un culturista al que presenta como su guardaespaldas. Mike, mayor y más fuerte que Ricky, insulta y golpea al joven y después destroza la motocicleta, que Moody arroja al lago del parque. Ricky huye, pero después busca a Clifford para pedirle dinero para sacar la motocicleta del lago. Los dos amigos discuten, y Ricky termina confesando que él disparó accidentalmente a su hermano mientras estaba cuidando de él. Desde entonces, vive lleno de remordimientos e incapaz de relacionarse con la gente.
Moody y Mike vuelven al parque para seguir acosando a los otros niños sin saber que Ricky también está allí intentando recuperar su motocicleta. Moody lo descubre y exige que se la entregue, pero ante la negativa de Ricky, Moody ordena a Mike que luche contra él. Al principio, Ricky aventaja a Mike en la lucha, hasta que Moody salta sobre su espalda y lo inmoviliza.
Al ver a su amigo en peligro, Clifford aparta a Moody de la espalda de Ricky, y este logra derrotar a Mike. Sin embargo, en lugar de enfrentarse a Moody, anima a Clifford a luchar él mismo contra su acosador. Clifford logra superar sus miedos y le rompe la nariz a Moody de un puñetazo; tras derrotarlo, Clifford comprende que quien es realmente débil y cobarde no es él, sino Moody. 
Al final de la película, Ricky consigue recuperar su motocicleta y todos se marchan del parque. Mientras se van, Ricky le pide a Clifford en tono de broma que sea su guardaespaldas.

## Reparto
- Chris Makepeace como Clifford Peache
- Adam Baldwin como Ricky Linderman
- Matt Dillon como Melvin Moody
- Martin Mull como Señor Peache
- Ruth Gordon como Abuela Peache
- Paul Quandt como Carson
- Joan Cusack como Shelley
- Hank Salas como Mike
- Richard Bradley como Dubrow
- Tim Reyna como Koontz
- Dean R. Miller como Hightower
- Kathryn Grody como Señorita Jump
- John Houseman como Dobbs
- Craig Richard Nelson como Griffith
- Jennifer Beals (no figura en los créditos) como amiga de Clifford
- George Wendt como mecánico

## Estreno y recepción
My Bodyguard se estrenó el 11 de julio de 1980 en Estados Unidos, mientras que su estreno mundial tuvo lugar el 15 de agosto del mismo año. En su primer fin de semana, la película ocupó el tercer puesto de las películas más taquilleras en Estados Unidos, con $178.641. Finalmente, recaudó un total de $22.482.953 en ese país.[2]
La película ocupó el puesto 45.º de la lista de las 50 Mejores Películas sobre Institutos de Entertainment Weekly.[3]
La película recibió críticas positivas y obtuvo un 85% (calificación de 'fresh') en la página web Rotten Tomatoes, con la crítica comentando que: «T. Bill debuta como un director afectuoso, muy consciente de los problemas de la adolescencia».[4]